# Erysimum albescens
Erysimum albescens là một loài thực vật có hoa trong họ Cải. Loài này được (Webb & Berthel.) Bramwell mô tả khoa học đầu tiên năm 2004.